# Gímesi vár

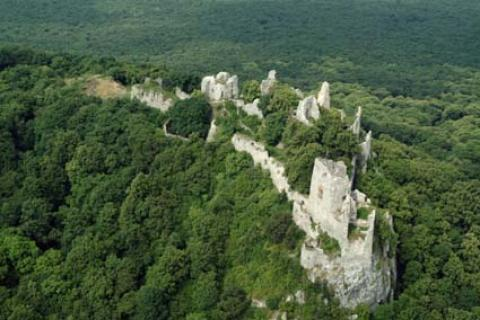
Légifotó a várról

Gímes vára (szlovákul: Hrad Gýmeš) ma rom a Tribecs-hegység déli oldalán, 514 m tengerszint feletti magasságban, körülbelül 5 km-re északra Gímestől. Egykor a Forgách családnak volt jelentős erőssége.

## Története

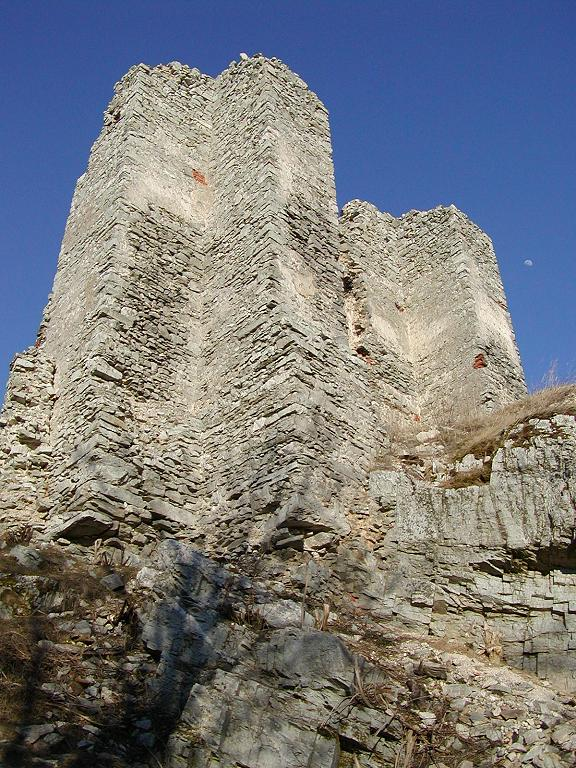
A várrom

Bár Gímes helységet már az 1113-ból fennmaradt 2. zobori oklevélben is említik, a várat magát valószínűleg csak 1265 körül kezdi építtetni Ivánka fia András. Az oklevelek tanúsága szerint ekkoriban Divénykőnek hívhatták. Még a 13. században több sikertelen cseh támadás is érte a várat. Ezután birtokosai a Hontpázmány nembeliek felosztották egymás között.
Az interregnum ideje alatt Csák Máté ostrommal keríti hatalmába, és egészen haláláig megtartja azt. Halála után szállott a koronára, majd Erzsébet királyné juttatta Forgách Balázs pohárnokmesternek, jutalmul amiért az halálosan megsebesítette Kis Károlyt. Forgách azonban a bosszú áldozatává vált. Ezen eseményeket a népköltészet is megörökítette. Ezek után a várat a Forgách család bírta. 1412-ben a bárói család 2 tagja osztozott rajta. 1461-ben az Elefántyak elpusztították a kisheresztényi vámot és megostromolták a várat.
A későbbi időszakban elavulttá vált és elvesztette harcászati szerepét, sorsa a közeli Nyitra várának helyzetétől függött. A törökök 1589-ben a Gímes környéki falvakat dúlták fel, majd 1663-ban is, de a várat nem vették be. Mivel a Forgách család Habsburg-párti volt, ezért az 1701-es császári felrobbantási parancs sem érintette. 1704-től II. Rákóczi Ferenc csapatai foglalták el, egészen 1708-ig. A trencséni csata után azonban Forgách Simon gróf is száműzetésbe kényszerült. Uradalmát elkobozták és Jan Vratiszláv kancellárnak adták el. 1712-ben Forgách Pál rozsnyói püspök vette meg tőle. A várat 1712-ben és 1755-ben is újjáépítették a Forgáchok és a várban barokk kápolnát alakítottak ki.
1722-ben a család barokk kastélyt építtetett, így a vár fokozatosan elvesztette a többi szerepét is. 1885-ig használták ill. lakták a várat, de mivel nem felelt meg a kor követelményeinek és az átalakítás hatalmas összeget emésztett volna fel, így végleg a faluban álló 18. századi barokk kastélyba költöztek. Egyes adatok szerint 1848-ban végleg elhagyták. A vár elhanyagolt állapotba került és pusztulásnak indult.

### Korábbi leírások
Vályi András szerint "GIMES. Gymes. Régi Vár Nyitra Vármegyében, földes Ura G. Forgách Uraság, melly innen is neveztetik. Építtette e’ Várat András Ivánkának fia, a’ mint IVdik BÉLA Királynak Diplomájából nyilván látható, melly kőlt MCCLVIdik esztendőben. Épült e’ Vár egy magos, és kősziklás hegyen, 1242dik esztendő után, erdős helyekkel körül vétettetve. A’ Várnak egész alkotmánya három részekre osztattatott: az alsóbb részében vagynak az örzőknek, másoknak, és lovaknak készült alkalmatosságok. Fellyebb pedig a’ földes Uraságnak lakó helye, ’s a’ t.; azután pedig az erősségek, véd helyek, és tornyos vígyázó helyek. Kút helyett víz tartója van. E’ Várnak több építőji között nevezetesen megújjíttatta, ’s fel ékesíttette azt IIdik Zsigmond; valamint mostani birtokosai által is ékesíttetik."
Fényes Elek szerint:
Ghimes, (Ghymes), magyar mv., Nyitra vgyében, Bars vmegye szélén, Nyitrától 2 órányira egy kies vidéken. Lakja 1034 kath., 8 zsidó. Urasági csinos kastély és kert; termékeny határ, sok erdő, bortermesztés, gesztenye s más gyümölcs bőven. – Egy órányi távolságra nyugot felé láthatni a régi Ghymes várát, a gr. Forgácsok törzsök lakhelyét fejérleni, melly az egész megyében egyedül maradt meg a hajdani várak közül lakható állapotban. Fekszik ez egy magos hegynek tetején, gesztenye erdőktől körülvétetve, melly hegy nyugot felől egyenes kősziklákból, mint valami roppant fal emelkedik fel, de a napkeleti oldalról könnyü felmenetelt enged még a szekérnek is. Régenten vontató hiddal, s mély árokkal védelmeztetett az ellenség ellen; a mint hogy ennek nyomait még most is láthatni. Nézésre méltó dolgok ezen várban: a nagy palota, hol 200–300 ember könnyen elférhet, s hol egy nagy vendégséghez mindenféle készületek találtatnak, a mellette lévő szobákban a Forgácsokat pánczélos öltözetben ábrázoló képek, némelly régi formáju székekkel, asztalokkal, s más házi butorokkal együtt; – az igen gazdag ékességü kápolna, a Lajola Sz. Ignácz tiszteletére, ki egyszersmind a vár patronusa. Itt különösen nevezetes egy mise-ruha, melly arany-fonal helyett asszonyi hajjal van kivarva igen csinosan és mesterségesen. Ez öregbik Forgács Pál gr. hitvesének, született Révay bárónénak ajtatos ajándéka; ki midőn férje papnak felszenteltetett, a klastromba apáczának menvén hosszu és igen szép haját lemetélte, s azokkal ezt a ruhát saját kezével kivarta.

A kápolna alatt van gr. Forgácsok sirboltja; az emlitett Lojola Sz. Ignácz tiszteletére gr. Forgács hagyományából minden esztendőben nagy bucsúünnep tartatik itt, a midőn a számosan öszvesereglett vendégek gazdagon megvendégeltetnek.

A mi már eredetét s viszontagságát illeti ezen várnak: első törzsöke a ghymesi gr. Forgács családnak s első épitője Ghymes várának Bányai Andrási Ivánka fija volt, kinek IV-ik Béla a sajó melletti ütközetben kimutatott vitézségéért 1256-ban Ghym földeket, meg a vele határos Ghymes nevü földet is oda ajándékozta. A Forgácsoktól Trencséni Máté erőszakosan elvette, de a rozgonyi csata után legyőzettetvén, ettől elesett, s a király kezére jutott, s ott is maradt (nem tudni mi okból) mind addig, mig 1-ső Maria ismét Forgács Balázsnak ajándékozá. – A török háborukban sokszor látott ellenséget, azonban soha be nem vétetett, sőt tetemes kárt sem szenvedett. 1613-ban gróf Forgács Zsigmond Nádorispán nagy költséggel megujitotta; de 1618-ban a Bethlen seregek elpusztitották s felprédálták; mindazáltal ezen eset után ismét ujabb izlés szerint felépült, s békességben is maradott egész a század végéig, a midőn a törökök ezt a várat is felgyujtották, de be nem vehették. Gr. Forgács Zsigmond mint Rákóczy Ferencz vezére hűségtelensége miatt elvesztvén: 1-ső József császár gr. Wratislav csehországi cancelláriusnak adta 130,000 forintba; hanem ez 1712-ben III-ik Károly segedelmével ugyan annyi sommába gr. Forgács Pál rosnyói püspöknek általengedte. Ki is reá uj adománylevelet nyervén, familiájának új törzsöke lett, s a várat fijával együtt sok költséggel kiigazittatta, s a már fellebb érintett kápolnát épittette.

## Költészetben
- Arany János: Daliás idők; Toldi szerelme